# Operazione Nubifragio
L'operazione Nubifragio (operazione Wolkenbruch) fu un'offensiva militare avvenuta durante la seconda guerra mondiale in Italia, lanciata dai tedeschi per assumere il controllo della Venezia Giulia, e in particolare del Carso e dell'Istria, nonché della provincia di Lubiana, che erano state occupate dai partigiani jugoslavi, dopo l'armistizio di Cassibile.

## Il contesto
Subito dopo l'armistizio di Cassibile, i tedeschi avevano lanciato l'operazione Achse, per assumere il controllo del Regno d'Italia. Da tale operazione erano rimaste escluse la Venezia Giulia e la Provincia di Lubiana, dove si limitarono ad assumere il controllo dei centri principali, quali Pola, Trieste e Fiume. Nel resto della regione, lasciato sguarnito, i partigiani jugoslavi assunsero il controllo del territorio.

## Svolgimento

La zona d'operazioni del Litorale adriatico (OZAK), evidenziata in rosso

L'offensiva ebbe inizio nella notte del 2 ottobre 1943, sotto il comando del generale delle SS Paul Hausser. Furono impiegate due divisioni delle SS efficienti e combattive: la SS-Division "Leibstandarte SS Adolf Hitler" e la 7. SS-Gebirgsdivision "Prinz Eugen" (reduce dalla Dalmazia). Furono inoltre impiegate unità della 162. Infanterie-Division Turkmenistan, la 24ª Panzer-Division e la 44ª Reichs-Grenadierdivision, la 71. Infanterie-Division, oltre che ridotte unità fasciste repubblichine (da poco ricostituite). I nazifascisti penetrarono nell'Istria con tre colonne, precedute da forti bombardamenti aerei, raggiungendo in pochi giorni tutte le principali località. I reparti partigiani furono annientati e costretti alla fuga verso l'interno. Nuclei della resistenza cercarono di rallentare i tedeschi con imboscate, colpi di mano e agguati. I tedeschi reagirono colpendo la popolazione civile, anche di etnia italiana, con fucilazioni indiscriminate, violenze, incendi di villaggi e saccheggi. L'operazione Wolkenbruch si concluse il 9 ottobre con la conquista di Rovigno.
Il sistematico rastrellamento dell'Istria andò avanti per tutto il mese di ottobre; furono colpiti con brutalità non solo il movimento partigiano, ma soprattutto civili, sia italiani che slavi. Le vittime furono circa 2 500
Il territorio di Gorizia, fu teatro di un'accanita resistenza all'invasione nazista.

## Conseguenze
Le provincie di Udine, Gorizia, Trieste, Pola, Fiume e Lubiana costituirono la "zona d'operazioni del Litorale adriatico", posto sotto il diretto controllo di Friedrich Rainer, Gauleiter della Carinzia che le amministrò come se fossero di fatto annesse al Terzo Reich, in previsione di una futura "Grande Austria" da costituirsi a guerra finita.